# 明圣湖
明圣湖，又名金牛湖，现存最早记录于南朝郦道元《水经注》引南朝钱唐县县令刘道真《钱唐记》，称当时的钱塘县治南三里江畔有明圣湖，古人曾见湖中又有金牛神秘莫测于是以此命名湖泊。北宋《太平御览》则记载钱塘县旧时在灵隐山下今日西湖之西；隋代钱塘县移钱塘江畔大运河南端，因而湖泊的地理方位发生变化；南宋《淳祐临安志》中虽分列西湖、明圣二湖，但仍将西湖畔的涌金门、金牛寺等景观归名于斯湖；后来的《咸淳临安志》删去此段，但仍未明确二者方位；明成化年间修的《杭州府志》则错引《钱唐记》“县南三里”为“县南两百步”，明代书籍也大量将明圣指代为西湖之旧称；清代的考据家赵一清则作《西湖非明圣湖辩》指出明圣在府城西南定山一带，定山本地的张道则在《定山小识》中认为明圣湖为铜鉴湖，其名为西湖所强占。现当代大量文献仍旧将明圣湖指代为西湖。